# Богатые тоже плачут
«Богатые тоже плачут» (исп. Los ricos también lloran) — мексиканский телесериал 1979 года, имевший большой успех на советском и впоследствии на российском телевидении. Стал вторым латиноамериканским сериалом, показанным в СССР, после теленовеллы «Рабыня Изаура» (Бразилия). Состоит из 248 серий по 23 минуты каждая.
Теленовелла условно поделена на две части, обе из которых представляют собой экранизации двух радиопьес Инес Родены, «Богатые тоже плачут» и «Когда дарится сын», написанных по её же одноимённым романам. Сценарий первой части написала Мария Сараттини Дан, сценарий второй — известный сценарист, пишущий в юмористическом стиле, Карлос Ромеро. Изначально теленовелла должна была ограничиться только первой частью, но ввиду высокого рейтинга было решено продолжать съёмки, однако Мария Сараттини Дан отказалась продолжать работу, поэтому сценарий второй части пришлось писать Карлосу Ромеро (позже он адаптировал «Когда дарится сын» под сценарий венесуэльской теленовеллы «Ракель»).
Премьера на советском центральном телевидении состоялась вечером в понедельник, 18 ноября 1991 года, и в течение четырёх дней шёл пробный показ 8 первых серий — по будням, утром и вечером. После этого показ прервали, так как руководство канала считало, что сериал не возымеет зрительского успеха, однако от зрителей последовали массовые просьбы вернуть сериал, и показ возобновили 21 декабря — изначально днём по субботам и воскресеньям, затем с июня 1992 — вечерами со вторника по четверг с утренним повтором на следующий день (транслировались по 2 серии). Закончился сериал 26 ноября 1992 г.
В 1995 году вышел ремейк «Мария из предместья», а в 2005 году в Бразилии состоялась премьера ремейка с одноимённым названием и наконец в Мексике, в 2022 году вышел одноименный ремейк.

## Краткое содержание

### Часть I. «Богатые тоже плачут» («Los ricos tambien lloran»)
Когда живущей на ранчо в Сан Диегито (штат Гуанахуато) Мариане Вильяреаль исполняется 5 лет, умирает её мать. Её отец Леонардо после смерти жены женится на Ирме Рамос, не замечая, что последняя не любит ни его, ни Мариану. Через год после женитьбы с ним происходит несчастный случай и он оказывается парализован.
Ирма приглашает на ранчо своего «кузена» Диего Авилу. Вместе с ним она убеждает всех, что ранчо заложено, и они нищие.
Мариана растёт дикаркой, едва умеющей читать. Леонардо умирает от алкоголя, когда Мариане вот-вот исполнится 18 лет. Перед смертью он просит жену быть Мариане вместо матери.
После смерти отца Мариана вынуждена покинуть ранчо. Не зная, что по завещанию всё принадлежит ей, она едет в Мехико на поиски друга отца, который ей помог бы.
В Мехико Мариана сначала знакомится с местным всезнающем парнем, который ориентирует её в Мехико и затем она знакомится с Паскуалем (Пако). Он приводит её к Падре Адриану, местному священнику, который является близким другом семьи Сальватьерра и просит дона Альберто и донью Елену дать девушке место служанки в их доме. Мариана поселяется в доме Сальватьерра. В доме кроме дона Альберто и доньи Елены также проживает и их сын Луис Альберто, который не хочет работать и постоянно употребляет алкоголь, из-за чего у него с отцом напряжённые отношения.
Тем временем Ирма, узнав, что завещание всё-таки существует, и что единственная наследница всего — Мариана, решает убить падчерицу. Диего едет в Мехико на поиски Марианы. Однако у него свои планы: он хочет найти Мариану и жениться на ней, чтоб, таким образом, заполучить её наследство.
Дон Альберто привязывается к Мариане как к родной дочери. В доме, тем временем, ждут приезда Луиса Альберто. Дон Альберто, видя, что их сын постоянно пьёт, всё рассказывает своему другу, местному священнику падре Адриану. Вскоре приезжает Луис Альберто и узнает, что в их доме поселилась Мариана. Сначала Мариана его раздражает, но постепенно между ней и Луисом Альберто вспыхивает взаимная симпатия.
Эстер — племянница доньи Елены и дона Альберто. Эстер мечтает выйти замуж за Луиса Альберто, Эстер постоянно третирует Мариану, чтобы выжить её из дома. Приехав в дом Сальватьерра на выходные, Эстер, воспользовавшись тем, что кузен вернулся поздно ночью пьяным, убеждает тётю, что тот её изнасиловал. Луис Альберто пытается убедить родителей, что Эстер лжёт, но единственная, кто ему верит, это Мариана. Дон Альберто и донья Елена хотят, чтобы их сын женился на Эстер, но Луис Альберто не испытывает к ней никаких чувств. Луис Альберто уходит из дома, и Мариана очень переживает за него. Вскоре Луис Альберто возвращается домой. Эстер сообщает тёте и дяде, что ждёт от Луиса Альберто ребёнка. Ему приходится жениться на Эстер. Вместе с Эстер в дом приходит её кормилица Рамона.
Диего тем временем завязывает дружбу с Луисом Альберто. Он иногда навещает Мариану в доме Сальватьерра, но та равнодушно реагирует на все его ухаживания. Диего и Ирма сближаются с Фернандо, местным гангстером и владельцем ночного клуба. Каждый из них ведёт свою двойную игру.
Эстер придумывает историю с выкидышем, чтобы удержать Луиса Альберто. Ей помогает доктор Гомес.
У Марианы появляется жених — Леонардо Мендисабаль. Мариана, не желая терпеть конфликтов с Эстер, решает уйти из дома Сальваттьера и поселяется в квартире, которую дон Альберто купил для неё. Там она живёт вместе с подругой Патрисией. Эстер заводит роман с Диего, и у неё будет от него ребёнок. Эстер заставляет всех поверить, что ребёнок от Луиса Альберто. Фернандо посылает убийцу на квартиру Марианы, но тот ошибается и убивает её подругу.
Мариана возвращается в дом Сальваттьерра. Леонардо торопит её со свадьбой, и она соглашается. Дон Альберто обнаруживает, что из его сейфа пропали деньги и подозревает в этом своего сына. Ему становится плохо, и Мариана и Леонардо вынуждены отложить свадьбу.
Эстер же, украв эти деньги, сбегает из дома, так как её шантажируют доктор Гомес и Диего. Она поселилась в съёмной квартире. Именно там Рамона нашла её, больную. Сначала она подозревает, что девушка простудилась. Но она оказывается в больнице. Вскоре Рамона исповедуется у падре Адриана, затем признаётся семье, что она — мать Эстер. Сама Эстер просит Мариану не выходить замуж за Луиса Альберто, чтобы у её дочки не было мачехи, затем умирает. Её дочь прожила неделю, и умерла вслед за Эстер.
Фернандо пытаясь избавиться от Диего, угрожает ему пистолетом. Тот, защищаясь, ударяет его статуэткой по голове, в результате чего Фернандо погибает. После убийства Диего и Ирма пытаются вернуться обратно на ранчо, чтобы там скрыться от полиции, но безуспешно - их задерживают. Вместе с ними арестован и доктор Гомес. Мариана узнаёт о наследстве. Мариана и Луис Альберто женятся.

### Часть II. «Когда дарится сын» («Cuando se regala un hijo»)
Спустя месяц после свадьбы. Луис Альберто собирается ехать в Бразилию по делам строительной компании, в которой он работал. Его родители — в Европу. После его ухода Мариану приходит навестить её бывший жених Леонардо Мендисабаль. Но неожиданно Луис Альберто возвращается, так как (по его словам) полёт был отменен из-за плохой погоды. К несчастью, он застаёт Мариану в постели с Мендисабалем, который просто склонился над ней в момент потери Марианой сознания, воспринимает это как измену и уходит из дома, не желая никого слушать.
Вскоре Мариана понимает, что беременна, и телеграммой сообщает об этом мужу. Но Луис Альберто в ответной телеграмме пишет, что подаёт на развод. Мариана впадает в депрессию и едет в Бразилию, чтобы объясниться с мужем. Но Луис Альберто, ничего не хочет слушать, не признаёт ребёнка своим, считая, что он от Леонардо. Мариана возвращается в Мехико, но она по-прежнему в депрессии. У неё рождается сын Альберто (Бето). С новорожденным сыном Мариана отправляется в парк. Там она встречает пожилую женщину, продавщицу лотерейных билетов. Находясь в отрешённом состоянии, не понимая что делает, Мариана  отдаёт ей ребёнка.
Тем временем, из Бразилии приезжает Луис Альберто. Узнав от Рамоны, что Мариана исчезла, он тут же, забыв о ссоре с женой, начинает её искать и находит в психиатрической клинике. Мариана признается мужу в содеянном, но просит его никому об этом не говорить. Луис Альберто, посоветовавшись с врачом, решает взять ребёнка из приюта, чтобы преподнести сюрприз к возвращению жены. Сама Мариана, увидев в доме новорожденного ребёнка, думает, что вернулся её сын. Но, к несчастью, это оказалась девочка. В доме Сальватьерра поселилась гувернантка Сара Ривас. Но она оказалась плохой женщиной и всё время шантажировала семью, то и дело приставая к Луису Альберто.
Прошло 17 лет. У супругов Сальватьерра — приёмная дочь Марисабель. А Бето вырос вместе с приёмной матерью доньей Чоле и её подругой Фелипой. Донья Чоле так же продаёт билеты, но однажды её сбивает грузовик. У неё перелом бедра и нужна срочная операция, которая стоит немалых денег. Бето не может достать нужной суммы, так как ему невозможно заработать её на продаже билетов. Он сильно переживает и в беседе с Фелипой сожалеет, что не имеет денег, поскольку «богатые никогда не страдают». Фелипа, успокаивая его, отвечает фразой, которая была положена в название фильма: «Богатые тоже болеют, страдают, плачут. Счастье, тем более, жизнь, ни за какие деньги не купишь» (152 серия). Однако Бето не успокаивается. По совету друга он тайком ночью проникает в дом Сальватьерра. Мальчика арестовывают по подозрению в краже, и Мариана очень боится за него. Она просит мужа помочь ему, но Луис Альберто отказывается это делать. Наконец Луис Альберто решается снять с Бето обвинение, и он выходит на свободу.
Мариана узнает в Чоле продавщицу лотерейных билетов, которой она когда-то отдала сына. Мариана решает дать сыну образование, чтобы он мог учиться. Операция прошла успешно, и через несколько дней донью Чоле выписали из больницы. Она вместе с подругой Фелипе и приёмным сыном Бето теперь живёт в квартире, которую сняла для неё Мариана. Мариана признается Чоле, что она — родная мать Бето.
А тем временем Сара устраивает свою личную жизнь, выйдя замуж за музыканта Хуана Мануэля Гарсия, и продолжает шантажировать Мариану и Луиса Альберто, требуя от них денег. Она грозится рассказать всю правду Марисабель. Тем временем объявилась родная мать Марисабель. Ею оказалась учительница танцев Джоанна Смит. Она пыталась соединить судьбу с Карлосом Кастаньедой. Но её личная жизнь не сложилась, и она уехала в Аргентину. Вернувшись в Мехико, она решила найти свою дочь. Марисабель учительница очень понравилась, и она решила выучиться танцам.
Марисабель узнает, что у матери есть сын, и она считает Бето своим братом. А Сара продолжает шантажировать супругов Сальватьерра с помощью анонимных писем. Первые две анонимки Луис Альберто сжёг. Третья анонимка заставила Луиса Альберто усомниться в своих членах семьи. Сначала он заподозрил, что Рамона от него что-то скрывает, и решил выгнать её из дома. Но она сразу призналась хозяину, что отдала всю свою жизнь Мариане, так как её дочь Эстер была злой девушкой, а Мариану она полюбила как дочь. Вернувшись домой, Мариана застаёт Рамону в слезах и решает откровенно поговорить с мужем. Луис Альберто рассказывает жене об анонимке и просит её передать извинения Рамоне. Сама Мариана решает навестить Сару. Она уличает её в анонимке, а затем навещает своего сына, так как боится, что придёт анонимка, в которой будет сказано, что Бето — любовник Марианы.
Луис Альберто подозревает жену в том, что она изменяет ему, и нанимает детектива. Вскоре он получает телеграмму от отца, в которой тот сообщает о смерти доньи Елены в Италии. Узнав об этом, Луис Альберто едет к отцу, так как не хочет оставлять его одного. Дон Альберто решает вернуться обратно в Мехико. Он поселяется в комнате, в которой когда-то жила Эстер. Луис Альберто рассказывает отцу об измене жены, но дон Альберто не хочет верить в это, т. к. считает Марианну порядочной женщиной. В то же время Чоле сообщает Мариане, что заболел Бето, и та решает уйти тайком, чтобы муж ничего не заподозрил, так как не может оставить сына в беде.
Вскоре Луис Альберто просит детектива дать адрес дома Бето и, подумав, что жена ему изменяет, застает её в тот момент, когда она, дав мальчику лекарство, сидела, лаская его. Обманутый муж пытается застрелить Бето, и донья Чоле и Фелипа решают увезти мальчика из Мехико. Вскоре, придя домой, Луис Альберто запирается у себя в кабинете и никого к себе не подпускает, ни жену, ни дочь. Мариана, вернувшись домой, решает поговорить с мужем, но, получив отказ, открывает дверь кабинета ключами, которые были у Рамоны. Мариана пытается открыть мужу правду, но Луис Альберто начинает оскорблять жену. Вскоре он вместе с отцом переезжает в свой старый дом, прихватив с собой Пачиту, которая находилась с ними вплоть до смерти доньи Елены, и решает подать на развод, а чтобы ускорить процесс, нанимает адвоката Гонсалеса.
Адвокат решает поговорить с Марианой, она согласна развестись с Луисом Альберто. В это время в дом Сальватьерра приходит Карлос Кастаньеда, чтобы поговорить с Марисабель. Карлос убеждает девочку, что Мариана и Луис Альберто не её родители. Марисабель впадает впанику и, чтобы окончательно развеять сомнения, сначала расспрашивает об этом Рамону и Марию. Она бежит в старый дом, где её встречает дон Альберто. Она спрашивает деда об этом, но в это время появляется Луис Альберто. Разгневанный отец подумал, что дочь пришла защищать маму, но на самом деле Марисабель пришла узнать у отца, правда ли то, что сказал ей Карлос. Тем временем Джоанна упрекнула Карлоса в том, что по его вине она потеряла свою дочь.
Мариана, вернувшись домой, узнает, что Марисабель находится в старом доме отца, и спешит туда, чтобы забрать дочь. Но Марисабель не уйдёт, не узнав правды. Мариана упрекает мужа за скверное поведение, и тогда Луис Альберто, сдавшись, решает открыть Марисабель правду, что Джоана Смит — её мать. Мариана, уложив девочку спать, рассказывает ей, что мать сдала её в приют не потому, что не любила, а потому, что была такая же неопытная, как и Мариана, и ей очень хочется назвать её своим ребёнком, а в ответ услышать «мама». Но Марисабель не смогла заснуть, она позвонила Джоанне и Карлосу, пообещав утром зайти к ним. Наутро Мариана уговаривает дочь, чтобы она позвонила Бето и призналась ему в любви. Но там никто не подходил, и мать и дочь решили, что Бето стало хуже, и его повезли в больницу.
Придя вместе с дочерью в квартиру сына, Мариана обнаружила, что вещи Бето исчезли. Мариана в панике: донья Чоле увезла её сына подальше, и теперь она снова намерена его искать. Сара заподозрила Хуана Мануэля в том, что он ей изменяет, и решила выгнать мужа. Хуан Мануэль пытается объяснить всё жене, но та со всей силой толкает его, и Хуан Мануэль падает на стол, который опрокидывается под весом его тела, и в результате смерть. Сара поняла, что натворила, ведь она не хотела его убивать, и решила уехать из Мексики. По дороге в аэропорт её задержала полиция. Рамона и Мария узнали об этом из газет, но пока решили ничего не говорить Мариане, так как она очень переживает из-за потери сына.
Марисабель навестила Джоанну, она теперь называет её мамой, Джоанна и Карлос хотят, чтобы дочь переехала к ним, но она не может переехать, так как не оставит своих приёмных родителей, с которыми она прожила всю свою жизнь. Джоанна довольна, что её девочка, Марисабель, назвала её мамой, и теперь она готовится к свадьбе с Карлосом.
Вечером Джоанна пришла в дом Сальватьерра, чтобы раздать приглашения семье, но поняла, что Мариана в подавленном состоянии. Джоанна решила искать Бето вместе с Марианой. Но тут Луис Альберто в сопровождении двух девиц врывается в дом пьяный и в присутствии Джоанны и Марисабель снова пытается оскорбить жену. Джоанна становится на защиту семьи.
Тем временем Чоле и Фелипа переехали в квартиру их близкой подруги Тересы, чтобы как можно скорее увезти Бето из Мехико. По прибытии на вокзал, Бето звонит Мариане, чтобы попрощаться, но трубку снимает Рамона. Она сообщает вернувшейся Мариане о звонке сына, и она спешит на вокзал. Первой Бето увидела около поезда Джоанна, и она стала упрашивать Чоле не отнимать мальчика у его родной матери, на что Чоле в истерике отвечает, что у сеньоры Марианы нет никаких прав на Бето, и что не та мать, что родила, а та, что вырастила. Когда поезд уже отправился в Монтеррей, на перроне уже появилась Мариана и стала кричать: «Бето, не уезжай! Я твоя мать!». Но попытка задержать Чоле и Фелипу оказалась тщетной, и Джоанна предлагает Мариане лететь в Монтеррей на самолёте. Мариана и Джоанна вылетают первым же рейсом и прямо с аэропорта отправляются на вокзал, где встречают Чоле, Фелипу и Бето. Мариана убеждает Чоле, что Бето не расстанется с ней, даже узнав правду.
Все вместе они возвращаются в Мехико, Чоле и Фелипа отправляются в ту квартиру, из которой уехали, а Мариана — домой вместе с Бето. Мариана открывает Бето всю правду, и он узнает, что она его мать. После этого Мариана и Марисабель собрались отправить Бето домой, но в это время появляется Луис Альберто и вновь пытается застрелить парня. Мариана кричит ему: «Это наш сын!», и он, узнав правду, раскаивается во всем. Вскоре правду узнает и дон Альберто, и они вместе идут к Чоле. Оба они решают, что Бето теперь будет жить с ними. Мариана предлагает Чоле и Фелипе поехать жить вместе с ними. И теперь Мариана и Луис Альберто снова вместе и ничто их больше не сможет разлучить.

## Отзывы
В России и в некоторых других, преимущественно развивающихся, странах (Бразилия, Турция, Португалия, Китай) сериал произвёл настоящую революцию в телевизионном жанре и стал своего рода классикой, на которую впоследствии опиралась дальнейшая мексиканская, латиноамериканская, а затем и российская киноиндустрия сериалов. Во время трансляции сериала люди, находясь в транспорте, в магазинах, на рынках, живо обсуждали сюжет.

## Создатели сериала

### В главных ролях
| Актёр (актриса) | Актёр (актриса) дубляжа | Роль                               | Характер персонажа                                                                                           |
| --------------- | ----------------------- | ---------------------------------- | --- |
| Вероника Кастро | Людмила Ильина          | Мариана Вильяреаль де Сальватьерра | супруга Луиса Альберто Сальватьерра и мать Бето, а также приёмная мать Марисабель                            |
| Рохелио Герра   | Алексей Борзунов        | Луис Альберто Сальватьерра         | сын Альберто и Елены Сальватьерры и супруг Марианы Вильярреаль, а также отец Бето и приёмный отец Марисабель |

### В остальных ролях и эпизодах
| Актёр (актриса)       | Актёр (актриса) дубляжа | Роль                                                           | Характер персонажа |
| --------------------- | ----------------------- | -------------------------------------------------------------- | --- |
| Мария Ребека          |                         | Мария Исабель «Марисабель» Сальватьерра Кастаньеда (в детстве) | дочь Карлоса Кастаньеды и Джоанны Смит, приёмная дочь Луиса Альберто Сальватьерры и Марианы Вильярреаль                                       |
| Эдит Гонсалес         |                         | Мария Исабель «Марисабель» Сальватьерра Кастаньеда             | дочь Карлоса Кастаньеды и Джоанны Смит, приёмная дочь Луиса Альберто Сальватьерры и Марианы Вильярреаль                                       |
| Армандо Алькасар      |                         | Альберто «Бето» Лопес Сальватьерра (в детстве)                 | сын Луиса Альберто Сальватьерры и Марианы Вильярреаль, приёмный сын Чоле                                                                      |
| Гильермо Капетильо    | Андрей Градов           | Альберто «Бето» Лопес Сальватьерра                             | сын Луиса Альберто Сальватьерры и Марианы Вильярреаль, приёмный сын Чоле                                                                      |
| Леонардо Даниэль      |                         | Леонардо Мендисабаль                                           | архитектор, бывший возлюбленный Марианы |
| Карлос Камара         |                         | Фернандо Брандуарди по кличке «Патрон»                         | гангстер и владелец клуба, убит Диего Авилой путём нанесения мощного удара по голове статуэткой                                               |
| Росио Банкельс        |                         | Эстер Исагирре де Сальватьерра                                 | главная коварная злодейка, скончалась во время родов, спустя неделю смерть постигла и её новорожденную дочь                                   |
| Аугусто Бенедико      |                         | Дон Альберто Сальватьерра                                      | отец Луиса Альберто Сальватьерры, ненавидевший своего сына за алкоголизм и тунеядство                                                         |
| Алисия Родригес       |                         | Донья Елена Исагирре де Сальватьерра#1                         | супруга Дона Альберто Сальватьерры и мать Луиса Альберто Сальватьерры, актриса Алисия Родригес покинула съёмки                                |
| Марилу Элисага        |                         | Донья Елена Исагирре де Сальватьерра#2                         | супруга Дона Альберто Сальватьерры и мать Луиса Альберто Сальватьерры, скончалась в Италии                                                    |
| Колумба Домингес      |                         | Мария#1                                                        | старшая прислуга дома Дона Альберто Сальватьерры, актриса Колумба Домингес покинула съёмки                                                    |
| Марикрус Нахера       |                         | Мария#2                                                        | старшая прислуга дома Дона Альберто Сальватьерры                                                                                              |
| Мигель Пальмер        |                         | Диего Авила Сасуэдес#1                                         | любовник Ирмы Рамос де Вильярреаль |
| Фернандо Лухан        |                         | Диего Авила Сасуэдес#2                                         | любовник Ирмы Рамос де Вильярреаль, задержан на ранчо отца Марианы Вильярреаль вместе с Ирмой Рамос                                           |
| Флор Прокуна          |                         | Ирма Рамос де Вильярреаль                                      | злая мачеха Марианы Вильярреаль и любовница Диего Авилы Сауэдеса, задержана на ранчо отца Марианы Вильярреаль вместе с Диего Авилой Сауэдесом |
| Рафаэль Банкельс      |                         | падре Адриан                                                   | Священнослужитель. Друг семьи Сальватьерра.                                                                                                   |
| Кристиан Бах          |                         | Джоанна Смит де Кастаньеда                                     | супруга Карлоса Кастаньеды и родная мать Марисабель Сальватьерры                                                                              |
| Хуан Вердуско         |                         | доктор Мехия                                                   | |
| Йоланда Мерида        |                         | Рамона                                                         | прислуга дома Дона Альберто Сальватьерры и мать Эстер                                                                                         |
| Марина Дорель         |                         | Сара Гонсалес де Гарсия                                        | злодейка, совершила убийство своего супруга Хуана Мануэля Гарсии на почве ревности и в связи с этим была задержана в аэропорту                |
| Аврора Клавель        |                         | Мама Чоле Лопес                                                | продавщица лотерейных билетов, приёмная мать Альберто «Бето» Лопес Сальватьерры                                                               |
| Ада Карраско          |                         | Фелипа                                                         | подруга и горничная Чоле |
| Рикардо Кортес        |                         | Хуан Мануэль Гарсия                                            | супруг Сары, скончался в результате мощного толчка его супруги Сары в порыве ревности, он головой упал на железный штырь                      |
| Магда Альер           |                         | Росарио Смит                                                   | тётя Джоанны |
| Карлос Фернандес      |                         | Карлос Кастаньеда                                              | супруг Джоанны Смит и родной отец Марисабель Сальватьерры                                                                                     |
| Артуро Лорка          |                         | Хайме                                                          | слуга дома Росарио Смит |
| Конни де ла Мора      |                         | Патрисия «Пати» Медина Соренас                                 | близкая подруга Марианы Вильярреаль, убита вместо Марианы Вильярреаль на съёмной квартире путём выстрела из пистолета                         |
| Хосе Элиас Морено     |                         | Паскуаль «Пако» Эрнандес Асеведо                               | друг Марианы Вильярреаль |
| Мануэль Гисар         |                         | Франсиско Гомес Окампо                                         | доктор-шарлатан, задержан полицией за незаконную врачебную деятельность и мошенничество                                                       |
| Феликс Сантаэлья      |                         | Октавио Васкес-Асусорделес                                     | инспектор |
| Лина Мишель           |                         | Колетт де Мендисабаль                                          | бывшая подруга Луиса Альберто Сальватьерра. Жена Федерико Мендисабаля.                                                                        |
| Карлос Пуло           |                         | Федерико «Феде» Мендисабаль                                    | отец Леонардо |
| Оскар Бонфильо        |                         | Себастьян                                                      | |
| Патрисия Майерс       |                         | Пачита                                                         | прислуга дома Дона Альберто Сальватьерры |
| Мигель Анхель Негрете |                         | Максимо                                                        | личный водитель дома Дона Альберто Сальватьерры                                                                                               |
| Летисия Пердигон      |                         | Лили Лусьер                                                    | подруга Альберто «Бето» Лопес Сальватьерры |
| Гастон Тусет          |                         | Суарес                                                         | доктор |
| Фернандо Мендоса      |                         | Леонардо Вильяреаль                                            | отец Марианы, скончался на ранчо |
| Антонио Браво         |                         | Луис де ла Парра                                               | близкий друг Леонардо Вильярреаля и Дона Альберто Сальватьерры, скончался в больнице от инфаркта миокарда                                     |
| Тео Тапия             |                         | Хоакин Эррера                                                  | доктор |
| Рауль Мерас           |                         | Ривас                                                          | комиссар полиции |
| Мария Тереса Ривас    |                         | Урсула                                                         | духовная сестра детского приюта |
| Аврора Кортес         |                         | Тереса                                                         | |
| Сокорро Авелар        |                         | Морелия                                                        | |
| Эухенио Кобо          |                         | Артуро                                                         | |
| Фернандо Борхес       |                         | Эдуардо Сагредо                                                | частный детектив |
| Сокорро Бонилья       |                         | Вирхиния                                                       | медсестра |
| Виктория Вера         |                         | Виктория «Неистовая»                                           | танцовщица в ресторане «Тобладо» |
| Малени Моралес        |                         | Хеорхина                                                       | подруга Эстер |
| Малени Моралес        |                         | Мелани                                                         | подруга Виктории «Неистовой» |
| Эдгар Вальд           |                         | Педро Торрес                                                   | |
| Марипас Банкельс      |                         | Чела                                                           | секретарша Дона Альберто Сальватьерры |
| Марта Ресникофф       |                         | Росита                                                         | секретарша Луиса Альберто Сальватьерры |
| Роберта               |                         | Роберта                                                        | чернокожая секретарша Луиса Альберто |
| Роберто Бальестерос   |                         | имя неизвестно                                                 | официант ресторана «Тобладо» |
| Роберто Бальестерос   |                         | имя неизвестно                                                 | конферансье шоу с участием Виктории «Неистовой»                                                                                               |
| Фелисия Меркадо       |                         | имя неизвестно                                                 | молодая девушка, занимающаяся танцами у Джоанны Смит                                                                                          |
| Луис Баярдо           |                         | Менди Собаль                                                   | архитектор |
| Хавьер Марк           |                         | Гонсалес                                                       | адвокат |
| Хосе Флорес           |                         | Кике                                                           | |
| Блас Гарсия           |                         | Рамиро                                                         | убит в Гвадалахаре |
| Рубен Кальдерон       |                         |                                                                | эпизод |

### Административная группа
- Сценаристы: Инес Родена (оригинальный текст), Мария Сараттини Дан (адаптация), Карлос Ромеро (адаптация и телевизионная версия), Валерия Филипс (телевизионная версия)
- Режиссёры: Фернандо Чакон, Рафаэль Банкельс (2-й режиссёр).
- Оператор: Фернандо Чакон
- Композитор: Лолита де ла Колина
- Вокал: Вероника Кастро
- Продюсер: Валентин Пимштейн

Создано на студии TELEVISA San Fe, Mexico City

## Дубляж сериала на русский язык
Роли озвучивали актёры
- Людмила Ильина — Мариана Вильярреаль де Сальватьерра + ряд других женских персонажей
- Алексей Борзунов — Луис Альберто Сальватьерра + ряд других мужских персонажей
- Алексей Инжеватов — Дон Альберто Сальватьерра + ряд других мужских персонажей
- Людмила Стоянова — Донья Елена Исагирре де Сальватьерра + ряд других женских персонажей
- Андрей Градов — Бето Сальватьерра + ряд других мужских персонажей.